# Michał Hieronim Starzeński
Michał Hieronim Starzeński herbu Lis (ur. 29 września 1757 w Warszawie, zm. 16 października 1824 w Hnilicach) – hrabia, starosta brański w latach 1774–1794, powstaniec kościuszkowski, pamiętnikarz, organizator administracji w Obwodzie Białostockim i w Kraju Tarnopolskim, marszałek obwodu białostockiego w latach 1810–1811.
Syn Macieja Maurycego i Anieli z Biberstein Trembińskich herbu Rogala.
Poseł na sejm 1782 roku z ziemi bielskiej. W 1788 był członkiem Komisji Wojskowej Obojga Narodów. Był komisarzem cywilnym z Prowincji Wielkopolskiej w tej komisji w 1792 roku. Członek Zgromadzenia Przyjaciół Konstytucji Rządowej.
Rotmistrz kawalerii narodowej, organizator sił zbrojnych w 1792 i 1794 roku. Był organizatorem i dowódcą batalionu strzelców ziemi bielskiej
Posiadał polski Order Świętego Stanisława i rosyjski Order Świętej Anny. Hrabia cesarstwa, uznany hrabią w Prusach 7 grudnia 1799, a w 1819 w Kongresówce przez Heroldię Królestwa Polskiego.
Z żoną Anną Barbarą z Kuczyńskich h. Ślepowron miał dwóch synów Józefa Leona i Macieja Ignacego oraz dwie córki Annę i Marię. Dziad m.in. Wiktora Wacława i Kazimierza Władysława.
Był autorem pamiętników (częściowo zaginionych) wydanych w 1914 roku: Na schyłku dni Rzeczypospolitej : kartki z pamiętnika Michała Starzeńskiego (1757-1795).